# Fritz Arnold (Schiff)
Die Motorfähre Fritz Arnold war eine Autofähre auf der Fährlinie Konstanz–Meersburg.

## Geschichte
Die Fritz Arnold wurde am 5. Januar 1961 als Ersatz für die Meersburg, die dem Verkehrsaufkommen nicht mehr gewachsen war, bei der Bodan-Werft in Kressbronn bestellt und am 1. Juni 1963 in Dienst gestellt. Bei der Fritz Arnold handelte es sich um ein stärker motorisiertes Schwesterschiff der Fähren Thurgau und Hegau. Sie war das siebte Fährschiff, das für die Fährlinie Konstanz–Meersburg beschafft wurde. Benannt wurde das fast 3 Millionen DM (knapp 1,53 Millionen Euro) teure Schiff nach dem ehemaligen Konstanzer Bürgermeister und Initiator der Fährverbindung, Fritz Arnold. Die Stadtwerke Konstanz wehrten sich gegen diesen Namen und wollten den Namen Meersburg von der Vorgängerfähre übernehmen, konnten sich aber nicht gegen die Stadt Konstanz durchsetzen. Um den Namen Meersburg zu erhalten, wurde die Fähre Bodan umbenannt.
Am 31. Juli 2002 driftete die Fritz Arnold vor Meersburg aus unbekannten Gründen vom Kurs ab und lief 300 m vom Fähranleger entfernt auf Grund. Dabei wurde ein Voith-Schneider-Antrieb stark beschädigt, die Fähre konnte jedoch freigeschleppt werden und die Fahrt nach Konstanz fortsetzen.
Im Dezember 2001 beschloss der Aufsichtsrat der Stadtwerke Konstanz die Modernisierung der bestehenden Flotte und einen Neubau für 2003 (die Tábor). Die Fritz Arnold sollte dann nur noch als Reserveschiff in Bereitschaft gehalten werden. Doch ein Jahr später wurde beschlossen, die Fritz Arnold als Oldtimer im Liniendienst zu erhalten. So begannen Ende 2003 umfangreiche Modernisierungsmaßnahmen an dem Fährschiff, mit einem Gesamtvolumen von rund 600.000 Euro. Unter anderem wurde die Fritz Arnold mit neuen Motoren mit Common-Rail-Einspritztechnik ausgerüstet, was sie zur emissionsärmsten Fähre machte. Der Innenraum der Fähre wurde im Stil der 1960er Jahre renoviert.
Nach den Umbaumaßnahmen an der Fähre verzögerte ein Fehler beim gleichzeitigen Umbau der Landungsbrücken die Wiederinbetriebnahme der Fritz Arnold.
2010 ersetzte die neue Doppelendfähre Lodi die Fritz Arnold auf der Fährstrecke Konstanz–Meersburg. Am 12. Januar 2012 wurde die Fritz Arnold außer Dienst gestellt und im Februar in der Werft Fußach abgewrackt, wobei einige Aggregate zur weiteren Verwendung gesichert wurden.
Die Fritz Arnold war die erste Bodenseefähre, auf der ein absolutes Rauchverbot eingeführt wurde.

## Ausführung
Die Fritz Arnold hatte im Gegensatz zu neueren Schiffen drei Steuerräder. Die Stamm-Besatzung der Fähre bestand aus drei Personen (Schiffsführer, Maschinist und Kassierer).

## Galerie

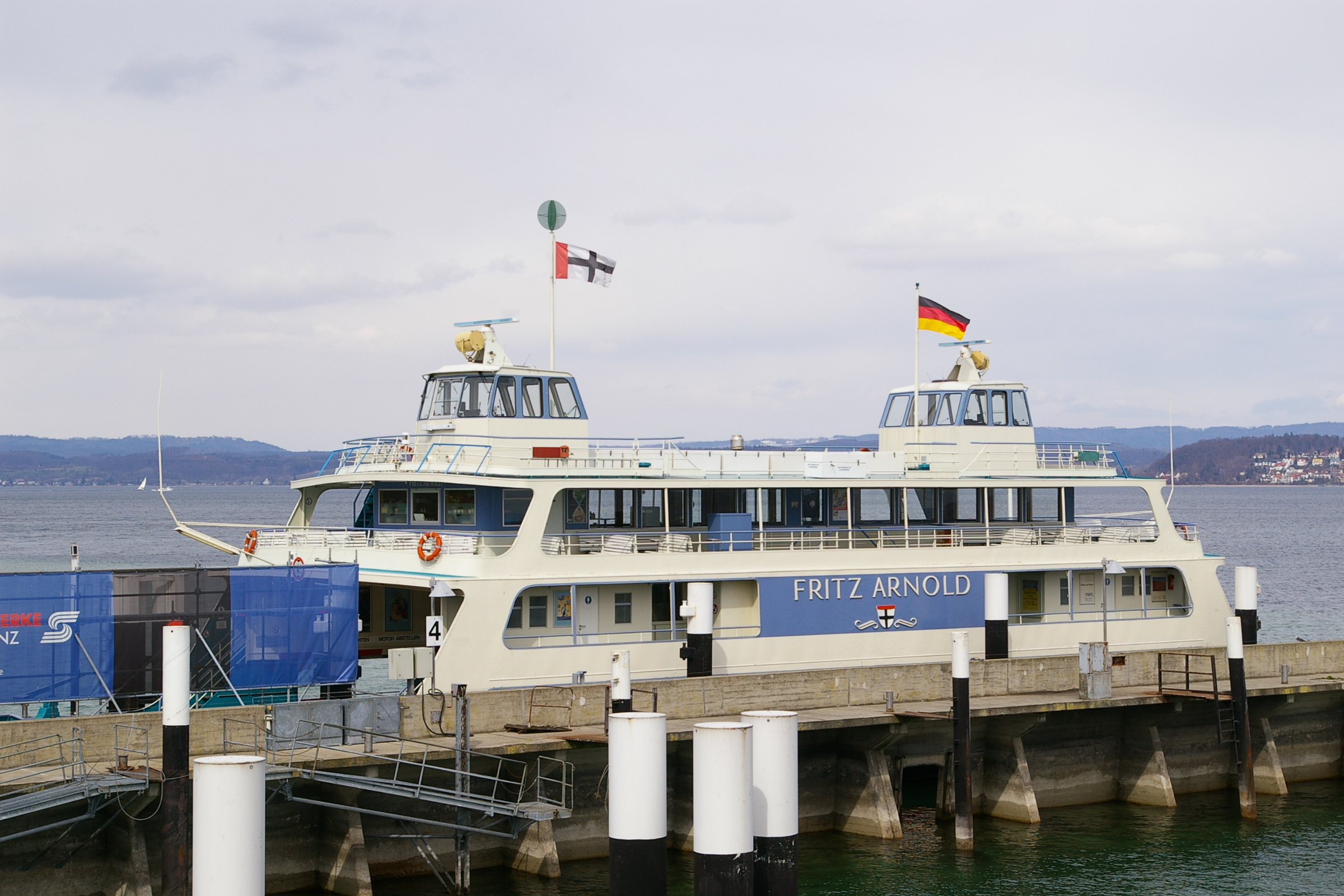
Die Fritz Arnold am Fährhafen Konstanz-Staad
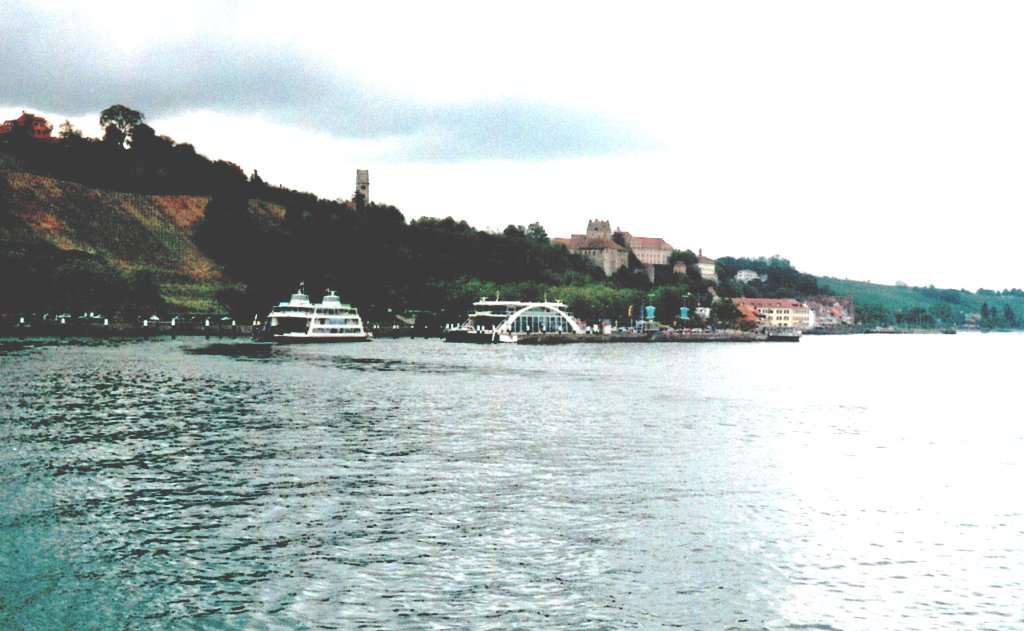
Fritz Arnold und Tábor vor Meersburg